# 마쓰호촌 (돗토리현)
마쓰호촌(松保村)은 돗토리현 게타카군에 설치되었던 촌이다. 1891년 3월 31일까지 다카쿠사군에 속해있었다.